# Vadstena

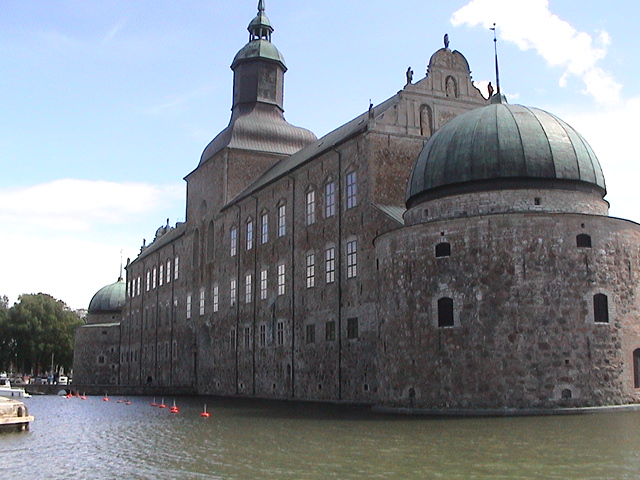
Castello di Vadstena

Vadstena è una città svedese nella contea dell'Östergötland, capoluogo dell'omonimo comune.

## Geografia fisica
Situata sulle rive del lago Vättern, si estende su una superficie di 3,39 km² e nel 2005 contava 5 612 abitanti

## Storia
Nel 1350 santa Brigida vi fondò il primo monastero del suo ordine, dove visse anche sua figlia Caterina trasformato dopo la Riforma nelle funzioni (fu per secoli un ospedale) ma negli stessi edifici con la chiesa originale, importante sia per i luterani, a cui appartiene, che i cattolici. 
Gustavo I Vasa nel 1545 vi fece erigere nelle vicinanze un castello rinascimentale.

## Archeologia
In questa città è stato rinvenuto nel 1774 un bratteato in oro del VI secolo.

## Economia

### Turismo
Sede di un porto lacuale, è una rinomata meta turistica. Tra le sue attrazioni vanno ricordate il castello rinascimentale, il Monastero di Santa Brigitta e il vecchio trenino a vapore, attivo d'estate, che la collega con Fågelsta, sulla linea per Norrköping e Stoccolma.

## Altri progetti

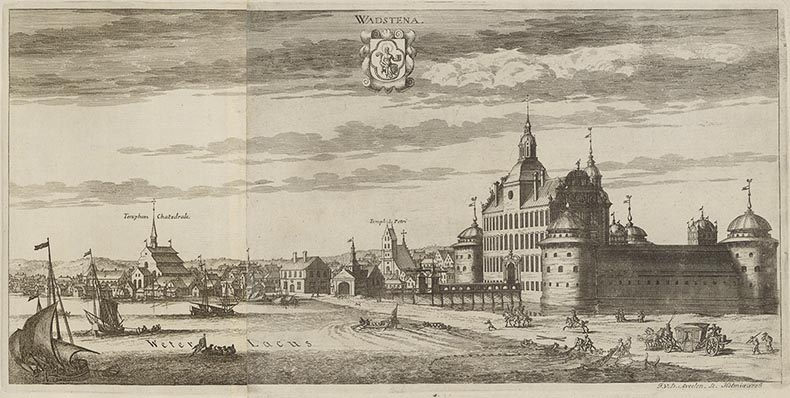
Veduta della città in una incisione del '700.